# 张掖郡
張掖郡，郡名，原為匈奴渾邪王領土，漢武帝元鼎六年（前111年）分酒泉郡東部置。

## 漢朝張掖郡

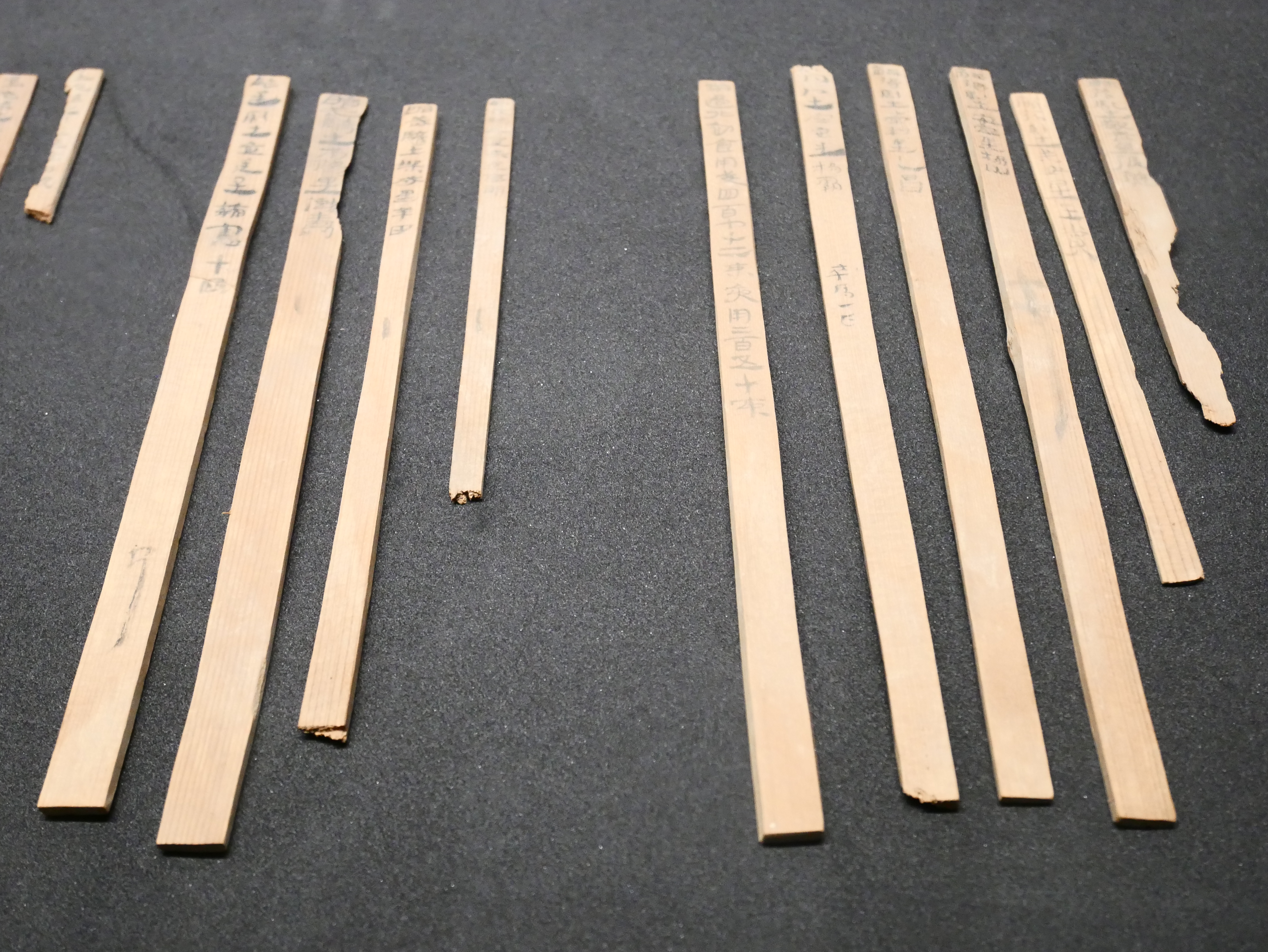
觻得、昭武縣騎士名籍

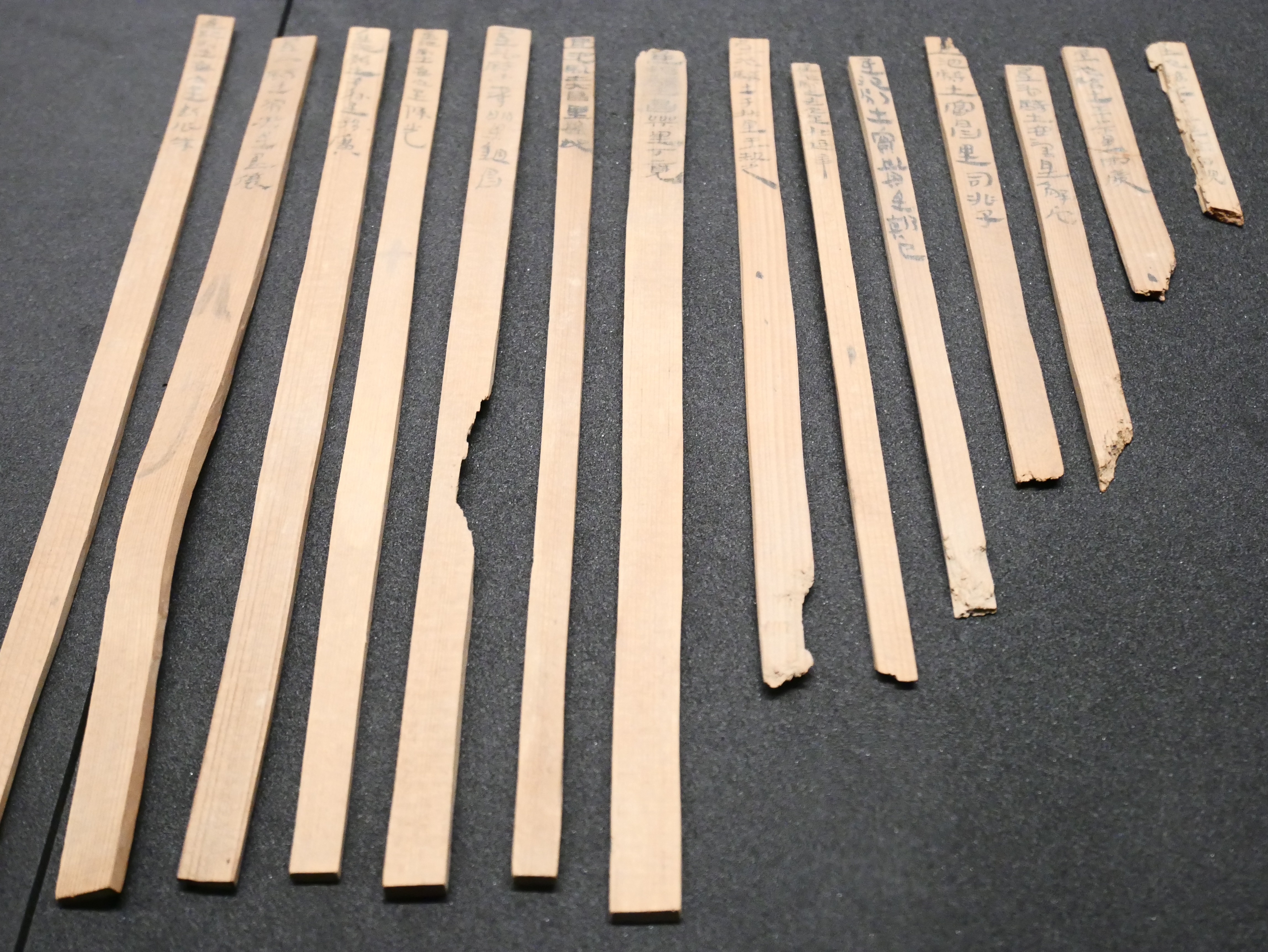
氐池縣騎士名籍

漢武帝元鼎六年（前111年）分酒泉郡東部置。昭帝始元六年（前81年），分張掖郡之二縣（周振鶴認為是令居縣、枝陽縣）及隴西郡、天水郡各二縣置金城郡。宣帝初年析張掖郡東部置武威郡。西漢後期治觻得縣（在張掖市甘州區西北），屬涼州刺史部。領十縣：觻得、昭武、刪丹、氐池、屋蘭、日勒、驪靬、番和、居延、顯美。其轄境大致相當於今甘肅省永昌縣以西、高臺縣以東，以及内蒙古額濟納旗。漢平帝元始二年（2年）有24352戶，88731人。
漢安帝時，顯美縣改屬武威郡。獻帝興平二年（195年），分日勒、番和、驪靬三縣置西郡。建安中，又改張掖居延屬國為西海郡。
魏省西郡；晉復置，治日勒。又改觻得縣爲永平縣。隋開皇中置甘州。

## 隋朝張掖郡
大業中改甘州為張掖郡，改永平縣為張掖縣。唐武德中復置甘州。

### 引用
1. ↑  《漢書·武帝紀》
2. ↑  《漢書·昭帝紀》
3. ↑  《續漢書·郡國志》
4. ↑  《續漢書·郡國志·張掖郡下》自注云：“獻帝分置西郡”。《太平寰宇記》謂“興平二年分置”。《輿地廣記》云“東漢分張掖日勒置”。李曉傑云：“日勒之東張掖尚領有番和、驪靬二縣。以理度之，倘日勒別屬西郡，則番和等二縣亦當屬之，否則，此二縣即會成爲張掖郡之飛地，于理不合。”
5. ↑  《晉書·地理志》、《續漢書·郡國志》劉昭注